# Werner Kirchhoff (Historiker)
Werner Kirchhoff (* 26. Mai 1945 in Fulda; † 23. April 2019) war ein deutscher Kunsthistoriker und Kulturamtsleiter.

## Leben
Kirchhoff, Sohn des Rechtsanwalts Theodor Kirchhoff und seiner Frau Liselotte, besuchte bis zum Abitur 1964 das Bischöfliche Progymnasium Amöneburg und die Rabanus-Maurus-Schule in Fulda. Dann studierte er Klassische Archäologie und Kunstgeschichte in Marburg bis zu seiner Promotion über das ionische Kapitell mit Voluten. 1974/75 erhielt er das Reisestipendium des Deutschen Archäologischen Instituts. 1976 übernahm er die Leitung des Kulturamts seiner Geburtsstadt, das er bis zu seiner Pensionierung 2011 leitete. Während seiner Amtszeit fand das Stadtarchiv seinen Platz im Palais Buttlar, das Schlosstheater in der fürstlichen Winterreitbahn und den angrenzenden Ställen und Remisen, die städtische Musikschule im ehemaligen Landkrankenhaus aus dem Jahr 1810 und das von ihm neu konzipierte Vonderau Museum in der früheren Stadtschule.
Kirchhoff, der zwischen 1977 und 2016 im Vorstand des Fuldaer Geschichtsvereins war, verfasste daneben mehrere Monografien, insbesondere zur Kunst- und Architekturgeschichte von Fulda.

## Schriften
- (Hrsg.): Robert Sturm: Plastik, Relief, Grafik 1960–1983. Fulda, Magistrat 1983
- Die Entwicklung des ionischen Volutenkapitells im 6. und 5. Jahrhundert und seine Entstehung. (= Habelts Dissertationsdrucke, Reihe Klassische Archäologie Band 22). Bonn, Habelt 1988 (= Dissertation Marburg 1974)
- mit Gregor K. Stasch Residenz Fulda. Braunschweig, Westermann 1990
- Das Residenzschloss zu Fulda. Fulda, Parzeller 1990 (3. Auflage), ISBN 978-3-7900-0202-7
- Dieter Griesbach-Maisant, Manfred Reith, Werner Kirchhoff: Kulturdenkmäler in Hessen – Stadt Fulda. hrsg. vom Landesamt für Denkmalpflege Hessen in der Reihe Denkmaltopographie Bundesrepublik Deutschland, Braunschweig/Wiesbaden 1992, ISBN 3-528-06244-4.
- Erich Gutberlet (Fotos), Werner Kirchhoff, Klaus Krolopp (Texte) Fulda. Fulda, Parzeller 1995, ISBN 978-3-7900-0261-4
- Barockstadt Fulda. Gudensberg-Gleichen, Wartberg-Verlag 2009, ISBN 978-3-8313-2073-8
- Steinzeug in Fulda aus Römershag, Oberbach, Steinau : Museum Fulda, 10. Dezember 2010 bis 6. März 2011. Petersberg, Imhoff 2010, ISBN 978-3-86568-672-5